# Saxi-Bourdon
Saxi-Bourdon ist eine französische Gemeinde mit 270 Einwohnern (Stand: 1. Januar 2022) im  Département Nièvre in der Region Bourgogne-Franche-Comté. Die Gemeinde gehört zum Arrondissement Nevers und zum Kanton Guérigny (bis 2015: Kanton Saint-Saulge).

## Geographie
Saxi-Bourdon liegt etwa 62 Kilometer südlich von Auxerre und etwa 23 Kilometer östlich von Nevers. Umgeben wird Saxi-Bourdon von den Nachbargemeinden Jailly im Norden, Saint-Saulge im Nordosten, Rouy im Osten und Südosten, Billy-Chevannes im Süden sowie Bona im Westen.

## Bevölkerungsentwicklung
| Jahr                       | 1962 | 1968 | 1975 | 1982 | 1990 | 1999 | 2006 | 2013 |
| Einwohner                  | 508  | 436  | 340  | 281  | 263  | 273  | 287  | 312  |
| Quellen: Cassini und INSEE |      |      |      |      |      |      |      |      |

## Sehenswürdigkeiten
- Kirche aus dem 17. Jahrhundert
- Schloss Fourcherenne aus dem 15. Jahrhundert